# Konwencjonalne źródło ciepła
Konwencjonalne źródło ciepła – źródło ciepła, w którym w celu wytworzenia ciepła spala się paliwa kopalne, takie jak węgiel, olej opałowy czy gaz ziemny lub płyny. Przetwarzają one energię chemiczną zawartą w paliwie w ciepło, które wydziela się w egzotermicznym procesie utleniania atomów węgla wodoru i siarki.